# Walmart NW Arkansas Championship Presented by P&G
Le championnat P&G Beauty NW Arkansas, officiellement le « championnat P&G Beauty NW Arkansas presented by WalMart », est un tournoi professionnel de golf féminin du circuit de la LPGA. Créé en 2007, le tournoi se dispute à Rogers dans l'Arkansas (États-Unis) sur la parcours du « Pinnacle Country Club ». Le tournoi est sponsorisé par Procter & Gamble (multinationale américaine spécialisée dans les biens de consommation courante) depuis 2008, rejoint par Walmart à partir de 2010. Le tournoi se joue sur trois tours, soit 54 trous.

## Histoire
En 2007, le « championnat LPGA NW Arkansas Presented by John Q. Hammons » est créé. Toutefois, en raison des conditions météorologiques, seuls dix-huit trous sont joués. De ce fait l'épreuve est considéré comme un tournoi non officiel car tout tournoi joué en moins de 36 trous est qualifié de non officiel. Cette première est remportée par la joueuse amatrice Stacy Lewis, en tête au bout de dix-huit trous et est déclarée vainqueur non officiel. Les gains totaux sont alors divisés en deux pour les participantes, Stacy Lewis en tant qu'amatrice ne touche pas de gain.

## Différents noms
- 2007 : « championnat LPGA NW Arkansas Presented by John Q. Hammons »
- 2008-2009 : « championnat P&G Beauty NW Arkansas presented by John Q. Hammons »
- 2010 : « championnat P&G Beauty NW Arkansas presented by Walmart »
- 2011–2017: Walmart NW Arkansas Championship Presented by P&G

## Palmarès
| Année | Dates                  | Vainqueur       | Dotation ($) |
| ----- | ---------------------- | --------------- | ------------ |
| 2007  | 7 septembre            | Stacy Lewis     | 625 000      |
| 2008  | 4 au 6 juillet         | Seon Hwa Lee    | 1 700 000    |
| 2009  | 11 au 13 septembre     | Jiyai Shin      | 1 800 000    |
| 2010  | 10 au 12 septembre     | Yani Tseng      | 2 000 000    |
| 2011  | 9 au 11 septembre      | Yani Tseng (2)  | 2 000 000    |
| 2012  | 29 juin au 1er juillet | Ai Miyazato     | 2 000 000    |
| 2013  | 21 au 23 juin          | Inbee Park      | 2 000 000    |
| 2014  | 27 au 29 juin          | Stacy Lewis (2) | 2 000 000    |
| 2015  | 26 au 28 juin          | Choi Na-yeon    | 2 000 000    |
| 2016  | 24 au 26 juin          | Lydia Ko        | 2 000 000    |
| 2017  | 23 au 25 juin          | Ryu So-yeon     | 2 000 000    |